# 南紀號列車
- 關於天王寺站至白濱口站（現時：白濱站）、新宮站之間的準急列車、急行列車，請見「黑潮號列車」。
- 關於名古屋站至天王寺站、和歌山市站之間（途經關西本線、紀勢本線）的普通列車，請見「紀勢本線#夜行普通列車」。

南紀（日语： Nanki */?）號列車是由東海旅客鐵道（JR東海）、伊勢鐵道和西日本旅客鐵道（JR西日本）運行於名古屋站至新宮、紀伊勝浦站之間的特急列車。曾經該列車由日本國有鐵道（國鐵）營運。列車途經關西本線、伊勢線和紀勢本線。
此條目同時記載於同一路線上行走，以及於紀勢本線新宮站以東區間行走的優等列車之演變。

## 概要
在1978年10月2日，紀勢本線和歌山站至新宮站之間電氣化工程完成。原本行走於天王寺站至名古屋站之間，途經紀勢本線的「黑潮」運輸系統分割。自此，「黑潮」於新宮站以東區間廢除，新設了行走於名古屋站至紀伊勝浦站之間的特急「南紀」。

### 列車名的由來
「南紀」這個列車名稱取自形容紀伊半島的南部「南紀」。

## 運行概況
截至2012年3月17日，運行概況如下：
「南紀」設有3個往返班次，行走於名古屋站至紀伊勝浦站之間，1個往返班次行走於名古屋站至新宮站之間，一共設有4個往返班次。在多客時期開設臨時列車，另外設有2個往返班次。於名古屋站到達與出發的時間會考慮到連接東海道新幹線「希望」的出發時間。
不計算臨時列車班次，1號、5號於紀伊勝浦站折返的班次號碼分別為6號、8號。在紀伊勝浦站，JR西日本Maintec會負責打掃車廂。而3號到達紀伊勝浦站後，會以不載客列車身份回到新宮站，然後進行夜間停泊，翌日行走4號班次。7號也會在新宮站夜間停泊，行走翌日的2號班次。
曾經「南紀」會成為新宮站至紀伊勝浦站之間的首班列車和尾班列車，上行2號和下行9號（現時為7號）在該區間會變成普通列車行走。在2001年3月進行系統分割，新宮站以南的電動列車均變成普通列車。該普通列車於2002年3月23日時間表修正起降級為毎日行走的臨時列車。在2010年3月13日時間表修正起被取消。從此，新宮站到發的列車不可轉乘新宮站以南的列車。
列車編號方面，不會因行走線區不同而改變，1至8號班次的編號分別是3001D至3008D。臨時列車的編號分別是8001至8004D。

### 停車站
名古屋站 - 桑名站 - 四日市站 - 鈴鹿站 - 津站 - 松阪站 - 多氣站 - 三瀨谷站 - 紀伊長島站 - 尾鷲站 - 熊野市站 - 新宮站 - 紀伊勝浦站
- 另外，當沿線舉行活動時會臨時停靠部分車站。

### 使用車輛、編成
在開設「南紀」當初使用KiHa82系柴油列車。在1992年起使用JR東海名古屋車輛區的KiHa85系柴油列車。通常以2卡編成，當中1卡是自由席，在多客時期最多可以6卡編成行走。
曾經「南紀」通常以4卡編成行走，當中一卡為綠色車廂，以及使用「南紀」專用的KiRo85形。在2001年，由於南紀的客量需求較低，因此綠色車廂轉換至「飛驒」，中間車廂只剩下KiHa84形，通常以3卡編成行走。綠色車廂只會在多客時期連結，當時會使用「飛驒」專用的KiRoHa84（每排4個座位），該車廂的一半部分為綠色車廂。在2009年3月14日起，變成了整年連結半卡綠色車廂，再次通常以4卡編成位走。可是在2020年11月1日起，由於客量再次減少，通常以2卡，多客期以3卡至6卡編成行走，同時再次不再連結綠色車廂。
KiHa85系的加減速性能較佳，擁有最高速度（120km/h）和通過彎道性能較佳（彎位限速+15km/h），使「南紀」的班次可得到提速。在1991年3月16日時間表修正中，名古屋站至多氣站之間的所需時間曾經慢於快速「三重」，但是於1年後引入KiHa85系便沒有這個問題。
南紀現時使用HC85系列車（最後更新：2023年12月16日）

### 擔任車長區
曾經新宮站至紀伊勝浦站之間都是由JR東海擔任乘務員。在2010年3月13日時間表修正中，列車司機改由JR西日本派遺，車長則於2013年3月16日時間表修正中由JR西日本派遺。現時車長與列車司機於新宮站進行交班。
- JR東海
  - 名古屋運輸區（日语：名古屋運輸区）（只限名古屋至多氣之間）
  - 亀山運輸區（日语：亀山運輸区）
  - 伊勢運輸區（日语：伊勢運輸区）
- JR西日本
  - 新宮列車區（日语：新宮列車区）（只限新宮至紀伊勝浦之間）

## 臨時列車

### 鈴鹿大獎賽
「鈴鹿大獎賽」號列車是於鈴鹿賽道由FIA（國際汽車聯合會）舉行F1日本大獎賽時開設的臨時特急列車，只於周未開設。列車行走於名古屋站至鈴鹿賽道稻生站之間。在2006年前，列車名稱為「鈴鹿F1」。停車站只有桑名站和四日市站。與定期「南紀」不同的是列車會通過鈴鹿站。另外，全車為指定席。
在各年份行走班次數目和日子數目各有不同。例如在2010年，於星期六設有2班從名古屋出發，設有1班從鈴鹿賽道稻生站出發，於星期日設有3班從名古屋出發，設有2班從鈴鹿賽道稻生站出發。也有一些年份沒有安排任何臨時特急班次。由於列車的客群十分明確，因此車票經常很快便售罊（特別是上行列車）。使也少有地設有售票臨時特急的立席特急票。

### 熊野市煙花（在2012年以後沒有開辦）
「熊野市煙花」號列車是在毎年8月17日舉行熊野大煙花大會的當日和翌日凌晨才開設的臨時急行列車。使用車輛為KiHa85系、KiHa75系。設有2班下行班次前往熊野市，2班上行班次從熊野市出發。每年都有不同的運輸區間，在2009年，設有班次於津站和龜山站到發。在2011年，只有1班從名古屋站出發。在2012年以後再沒有上下行班次。該列車也通過鈴鹿站。
由於煙花大會會因為天氣而延期或中止，因此大會會在當日早上6時決定是否舉行煙花大會，於7時起開始發售急行券、座位指定券和綠色車票。另外，1號和4號的急行券只有部分車站發售。
在2012年後於煙花大會當日，會安排臨時特急「南紀」，行走於名古屋站至熊野市站之間。該臨時「南紀」與定期列車相異，所有車廂都是指定席，與上述的熊野市煙花號同樣，於當日早上7時開始發售有關列車的車票。

## 車費
在1992年3月起，「南紀」的特急費用由B特急費用提升至A特急費用。但是名古屋站至新宮站之間設有特定特急費用。在30公里內的自由席特急費用整年都是330日圓，31公里至50公里的自由席特急費用整年都是660日圓。
由於「南紀」列車中途會經過第三部門鐵道伊勢鐵道，在該區間前後的JR路段之車票和特急費用可適用於「通過聯絡運輸」計算方法，即是只需把前後的公里數加起來，再計算該里數的車票和特急費用便可。此外，還需要支付伊勢鐵道的車票520日圓與特急費用320日圓。而伊勢鐵道不需要收取綠色車廂費用。在伊勢鐵道承繼伊勢線當初也不需要收取特急費用。曾經發售的「南近畿Wide周遊券」中，當乘坐「南紀」時也不需要支付伊勢鐵道的車費，但是在1989年3月起取消了這個措施。

## 紀勢本線新宮站以東的優等列車之演變

### 紀勢本線全線啟用後
- 1959年（昭和34年）
  - 7月15日：隨著紀勢本線全線開通，實施時間表修正，設有以下改動。
    1. 原本行走於天王寺站至新宮站之間的準急「熊野」之運輸區間改為天王寺站至名古屋站之間（使用C57形蒸氣機車牽引的客車列車）。
    2. 開設夜行準急「潮」，行走於名古屋站至紀伊勝浦站之間，該列車為毎日行走的臨時列車，設有1個往返班次。
    3. 開設臨時急行「那智」，行走於東京站至新宮站之間，設有1個往返班次。

  - 9月22日：「那智」升級為定期列車。
- 1961年（昭和36年）
  - 3月1日：「熊野」改名為「紀州」，並升級為急行列車。當時改用KiHa55系柴油列車（日语：国鉄キハ55系気動車）。在同年10月實施的3・6・10（日语：サンロクトオ）時間表修正中再改用KiHa58系（日语：国鉄キハ58系気動車）。開設準急「熊野」，從鳥羽站前往紀伊勝浦站。
  - 10月1日：實施時間表修正，「潮」的上行班次廢除，下行變成定期列車。
- 1963年（昭和38年）10月1日：實施時間表修正，設有以下改動。
  1. 「潮」增加1個往返班次，該班次行走於名古屋站至紀伊田邊站之間，使共有1.5個往返班次。
  2. 鳥羽站前往紀伊勝浦站之間的「熊野」改名為「渚」。
  3. 開設準急「熊野」，行走於京都站至紀伊勝浦站之間（途經草津線）。
- 1964年（昭和39年）10月1日：「那智」的運輸區間延長至東京站至紀伊勝浦站之間。
- 1965年（昭和40年）3月1日：開設特急「黑潮」，行走於天王寺站至名古屋站之間。
- 1966年（昭和41年）3月5日：「潮」、「熊野」升級至急行列車。
- 1967年（昭和42年）10月1日：新設1班「潮」，從紀伊勝浦站前往名古屋站，使共有2個往返班次。
- 1968年（昭和43年）10月1日：實施4・3・10（日语：ヨンサントオ）時間表修正，設有以下改動。
  1. 「潮」併入至「紀州」而廢除。使「紀州」共有4個往返班次。
  2. 「那智」改名為「紀伊」（日语：／）而廢除。
  3. 「渚」改名為「文殊蘭」而廢除。
- 1973年（昭和48年）9月1日：在河原田站（在國鐵時代的起點站為南四日市站）至津站之間開設了較短距離的伊勢線（現時：伊勢鐵道伊勢線）。特急「黑潮」、急行「紀州」5個往返中3個往返班次均不再途經龜山站，改為途經伊勢線。
- 1975年（昭和50年）3月10日：實施時間表修正（1975年3月10日日本國鐵時間表修正（日语：1975年3月10日国鉄ダイヤ改正）），「紀伊」改用14系客車，變成寢台特急列車。

### 紀勢東線 特急「南紀」登場

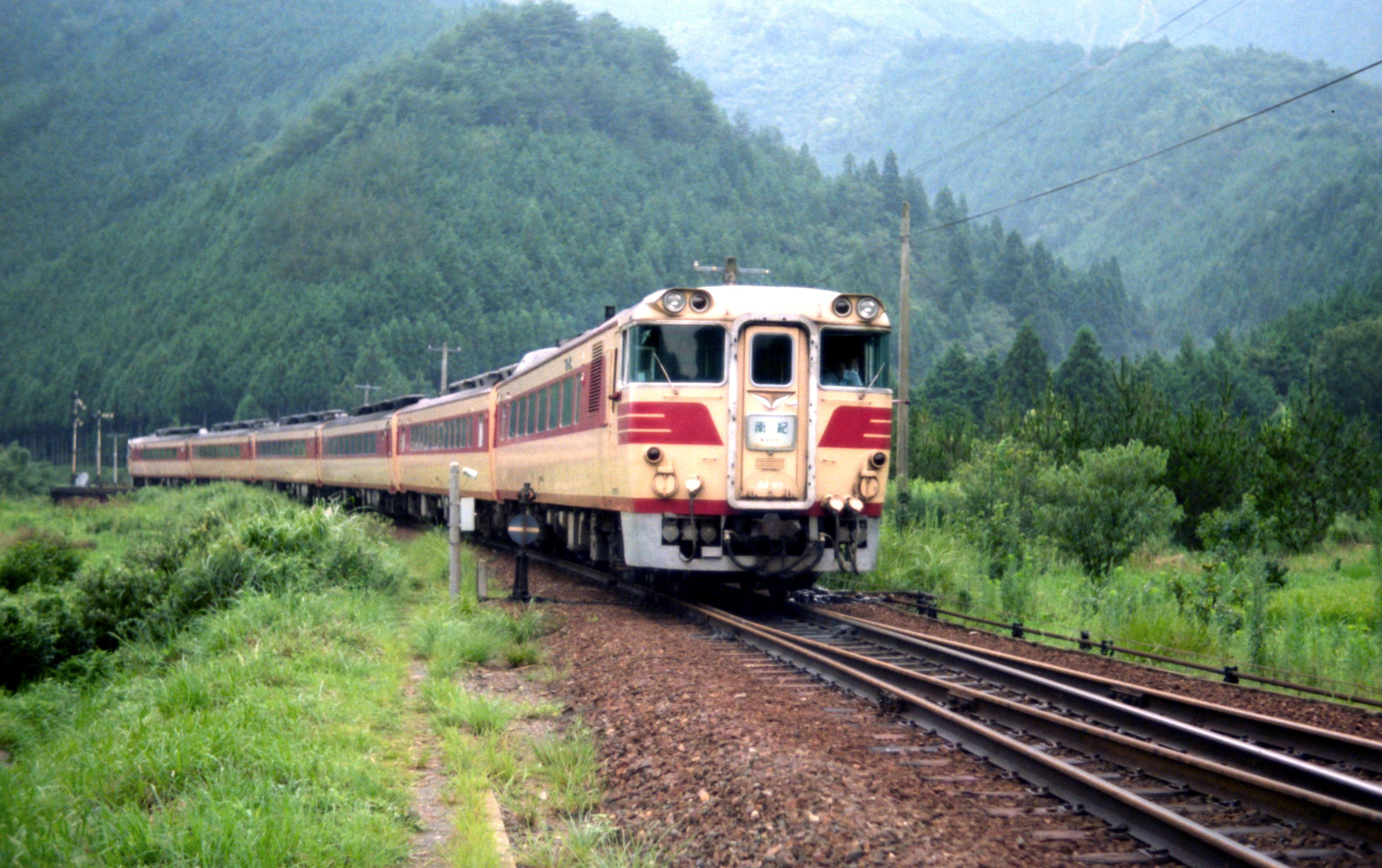
82系時代（1980年8月 大內山站）

- 1978年（昭和53年）10月2日：實施53・10（日语：ゴーサントオ）時間表修正，設有以下改動。
  1. 「黑潮」於新宮站進行系統分割，名古屋站至新宮站之間路段廢除。
  2. 開設特急「南紀」，行走於名古屋至紀伊勝浦之間（途經伊勢線），共有3個往返班次。
  3. 「紀州」分別設有2個往返班次，行走於名古屋站至紀伊勝浦站之間（途經龜山站），1個往返班次，行走於名古屋站至紀伊勝浦站之間（途經伊勢線）。
- 1980年（昭和55年）10月1日：實施時間表修正（1980年10月1日日本國鐵時間表修正（日语：1980年10月1日国鉄ダイヤ改正）），「熊野」被廢除。
- 1982年（昭和57年）5月17日：夜行的「紀州」班次被廢除，只剩下2個往返班次。當中1個往返班次由途經伊勢線改為途經龜山站。
- 1984年（昭和59年）2月1日：實施時間表修正（1984年2月1日日本國鐵時間表修正（日语：1984年2月1日国鉄ダイヤ改正）），「紀伊」被廢除。
- 1985年（昭和60年）3月14日：實施時間表修正（1985年3月14日日本國鐵時間表修正（日语：1985年3月14日国鉄ダイヤ改正）），設有以下改動。
  1. 「紀州」、「文殊蘭」被廢除。(只剩下不定期行走的紀州51號/52號)
  2. 「南紀」增加1個往返班次至4個往返班次。
  3. 1班「南紀」於紀伊勝浦站 → 新宮站之間變為普通列車。
- 1986年（昭和61年）11月1日：「南紀」的1個往返班次於紀伊勝浦站至新宮站之間變為普通列車。

### 國鐵分割民營化後
- 1989年（平成元年）3月13日：實施時間表修正（一本列島）。「南紀」增加1個往返班次至5個往返班次。另外，開設臨時夜行快速「星光」，從名古屋單向前往紀伊勝浦站（途經龜山站）（直至1992年前）。
- 1990年（平成2年）3月20日：「南紀」削減1個往返班次至4個往返班次。開設快速「三重」，行走於名古屋站至紀伊勝浦站之間（於熊野市站以南各站停車）。
- 1992年（平成4年）3月14日：實施時間表修正，設有以下改動。
  1. 「南紀」的使用車輛由KiHa82系變為KiHa85系，KiHa82系不再行走定期「南紀」班次[4]。在名古屋站至紀伊勝浦站之間，KiHa85系比KiHa80系的行車時間縮短42分至只需要3小時23分鐘[9]。
  2. 特急費用變為A特急費用。
  3. 「南紀」增加1個往返班次至5個往返班次。
- 1993年（平成5年）12月1日：在當起至翌年夏季前開設臨時特急「鳥羽、勝浦」，行走於鳥羽站至紀伊勝浦站之間，只有1個往返班次。
- 1995年（平成7年）1月21日：使用KiHa82系行走「紀念南紀」號，行走於名古屋至新宮之間。
- 1996年（平成8年）7月25日：列車名稱冠上廣寬視野，名為「（廣寬視野）南紀」。

### 2000年代
- 2001年（平成13年）3月3日：「南紀」的連結綠色車廂時期由整年變成多客時期，並且於整個區間實施。
- 2005年（平成17年）10月1日：31至50公里的自由席特急費用減至全年630日圓。
- 2006年（平成18年）3月18日：實施時間表修正，所有「南紀」班次停靠伊勢鐵道鈴鹿站和三瀨谷站。
- 2009年（平成21年）
  - 3月14日：「南紀」的連結綠色車廂由多客時期變回全年。
  - 6月1日：所有班次禁煙化[10]。

### 2010年代
- 2011年（平成23年）
  - 9月8日：強烈熱帶風暴塔拉斯在9月4日於日本登陸，使「南紀」1、5、6、8號只能行走於名古屋站至熊野市站之間[11][12]。
  - 10月11日：熊野市站至新宮站之間重開。班次回復正常（但是，新宮站至紀伊勝浦站之間繼續設有代行巴士）。
  - 12月3日：新宮站至紀伊勝浦站之間重開[13]。
- 2013年（平成25年）
  - 3月16日：結束車內販賣服務[14]。
- 2018年（平成30年）
  - 7月1日：綠色車廂內開始提供免費Wi-Fi服務[15]。
  - 11月21日：所有車廂內開始提供免費Wi-Fi服務[16]。

### 2020年代
- 2020年（令和2年）
  - 11月1日：由於使用狀況欠佳，列車由於原來的4至6卡編成，變成按需要以2卡（自由席、指定席各1卡）至6卡編成（當中有1卡自由席），同時不再連結綠色車廂。再按情況而加班[17]。
- 2022年（令和4年）3月12日：列車名稱不再採用「Widreview」字樣[18]。

## 注腳